# Gęsie Góry
Gęsie Góry [ˈɡɛ̃ɕɛ ˈɡurɨ] (tiếng Đức Sansgarben) là một ngôi làng thuộc khu hành chính của Gmina Barciany, thuộc huyện Kętrzyński, Zachodniopomorskie, ở phía bắc Ba Lan, gần biên giới với tỉnh Kaliningrad của Nga.
Trước năm 1945, khu vực này là một phần của Đức (Đông Phổ).
Ngôi làng có dân số 176 người.